# Монгуш Буян-Бадирги
Монгуш Буян-Бадирги (тув. Хүн Ноян Моңгуш Буян-Бадыргы Үгер-Даа; 1892–1932) — тувинський громадський і державний діяч, лідер тувинської держави Танну-Тува.

## Біографія

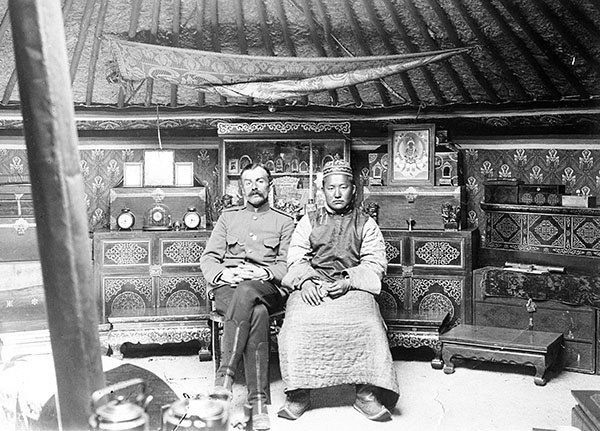
Буян-Бадирги та російський чиновник у 1914 році

Буян-Бадирги народився 25 квітня 1892 року в містечку Аянгати, в родині табунника Номчула Монгуша. Був усиновлений дядьком нойоном Дзун-Хемчицького кожууна Монгушом Хайдипом. Отримав хорошу освіту. Він був учнем лами Оскала Уржута. Володів монгольською, тибетською, китайською і російською мовами. У 1908 році, після смерті прийомного батька, стає клановим вождем (даа-нойоном). В цей час йому було 16 років.
У 1912 році, з ослабленням китайської влади після Синьхайської революції Буян-Бадирги і його духовний наставник, дядько Чамзи-Камбіо шукали можливість отримати незалежність для тувинського народу. Вони звернулися до російського царя Миколи II з проханням про протекторат, який вони отримали 4 квітня 1914 року.
13 серпня 1921 року на Установчому хуралі (з'їзді) представників всіх кожуунів Туви він був обраний головою Танну-Туви (Тувинської Народної Республіки). У 1924 році Радянський Союз, а в 1926 році Монголія визнали незалежність тувинської держави. Більше жодна країна у світі не визнала існування Туви як незалежної держави, більшість країн світу у той час розглядали його як радянську окуповану частину Китаю.
Наприкінці 1920-х років СРСР почав процес приєднання Туви. У 1929 році заарештовано Буян-Бадирги. У березні 1932 року на засіданні Політбюро ЦК ТНРП Монгуш Буян-Бадирги разом з іншими був звинувачений в «контрреволюційних бандитсько-грабіжницьких» діях, участі в Хемчикському повстанні «чорно-жовтих» феодалів в 1924 році і розстріляний . Разом з ним був розстріляний колишній прем'єр-міністр Куулар Дондук.
Монгуш Буян-Бадирги реабілітований в 1994 році (остаточно тільки в 2007).

## Вшанування

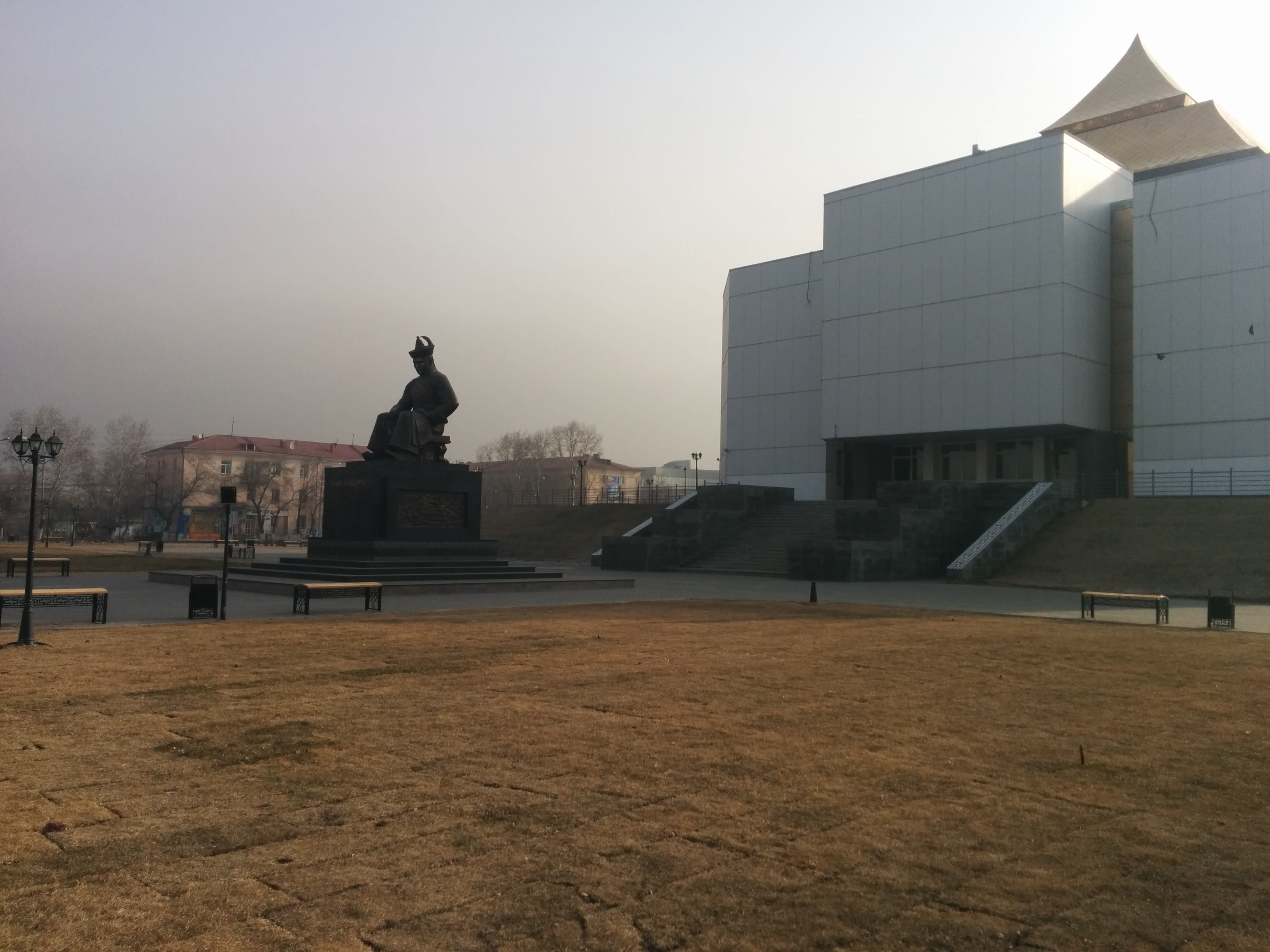
Пам'ятник Буян-Бадирги на тлі північного боку тувинського національного музею. 2014. Кизил

- У 2014 році в місті Кизил відкритий пам'ятник Буян-Бадирги, який знаходиться біля музею Алдан-Маадир (60 богатирів).
- У декількох населених пунктах Республіки Тува ім'ям Буян-Бадирги названі вулиці.
- У місті Чадан Дзун-Хемчицького кожууна республіки Тува працює краєзнавчий музей ім. Буян-Бадирги[2].
- 14 червня 2012 року в Республіці Тива заснований орден «Буян-Бадирги» трьох ступенів.